# Habtamu Assefa
Habtamu Assefa (ur. 29 marca 1985) – etiopski lekkoatleta specjalizujący się w biegach długodystansowych. 
Podczas mistrzostw świata w półmaratonie w Kawarnie (2012) zajął szesnaste miejsce indywidualnie oraz zdobył brązowy medal w klasyfikacji drużynowej. 
Rekordy życiowe: półmaraton – 1:01:09 (31 marca 2012, Azkoitia); maraton – 2:15:53 (22 kwietnia 2012, Padwa). 

## Osiągnięcia
| Rok  | Impreza                           | Miejsce | Konkurencja            | Lokata      | Wynik   |
| ---- | --------------------------------- | ------- | ---------------------- | ----------- | ------- |
| 2012 | Mistrzostwa świata w półmaratonie | Kawarna | półmaraton             | 16. miejsce | 1:02:35 |
| 2012 | Mistrzostwa świata w półmaratonie | Kawarna | półmaraton (drużynowo) | 3. miejsce  | 3:05:43 |